# 須藤出穂
須藤 出穂（すどう いずほ、1923年(大正12年)3月29日 - 1998年(平成10年)7月10日）は、日本の脚本家。

## 概要
東京出身。当時、富岡に疎開していた陸軍中野学校に入学し終戦を迎える。東京大学に入学し、1950年文学部国史学科卒業。在学中の1949年にNHK専属ライター室に入り、ラジオドラマを手がける。その後、テレビドラマにも進出。1989年には、準公選制で選ばれ中野区教育委員に就任した。「風の会」会長。

## 脚本

### ラジオ番組
- 伸びゆく子供たち （1955-6頃、ラジオ東京） 「週刊朝日第1回ダイヤル賞（ラジオ部門）」受賞[4]

### テレビドラマ
- バス通り裏 （1958-1963、NHK）
- 家庭劇場 19「残された庭」 （1965年8月22日、NHK）
- 七人の刑事 第292話「何処へ行ったらいいの」 （1967、TBS）
- 文五捕物絵図 （1967-1968、NHK）
- 大河ドラマ 天と地と （1969、NHK、原作：海音寺潮五郎）
- 銀河テレビ小説 おおい雲 （1971、NHK、原作：石原慎太郎）
- ふりむくな鶴吉 （1974-1975、NHK）
- 右門捕物帖	第26話「日陰に咲いた花ひとつ」 （1983年5月24日、NTV）

### テレビドキュメンタリー
- ルイズ・その絆は～関東大震災60年目 （1982年11月3日、RKB毎日放送） 「第37回芸術祭優秀賞」「地方の時代賞」受賞
- おおわがライン川[1][5]
- この春筑豊で[5]
- 突撃一番―従軍慰安婦たち[5]

### こども番組
- いってみたいな （1966-1972、NHK教育）

### 戯曲
- 判官どのに乾盃[1]

## 著書
- バス通り裏 / 筒井敬介共著 くろしお出版 1959